# Con Co
Con Co é um distrito (em vietnamita: huyen) da província de Quang Tri, na região da Costa do Centro-Norte, no Vietname. É uma ilha e está localizado a 27 quilômetros a leste de Mui Lay. A ilha tornou-se um distrito através do Decreto 174/2004 de 1 de outubro de 2004. Dados de 2003 estimam uma população de 400 habitantes no distrito, com uma área de 2 km², sendo um dos menores e menos populosos distritos no Vietnã. A capital do distrito é Dao Con Co.